# Дауни, Даниэль
Даниэ́ль Эли́забет Да́уни (англ. Danielle Elizabeth Downey; 6 декабря 1980, Рочестер, Нью-Йорк, США — 30 января 2014, Ли, Алабама, США) — американская гольфистка.

## Карьера
Она выиграла турниры по гольфу на университетском уровне, на «Sun Coast» и «Futures Tour». Она играла на Чемпионатах Мира в 2006—2010 года. Дауни трижды победила на «All-American» и четырежды на «All-SEC» в команде от «Auburn University».

## Смерть
Вечером 30 января 2014 года Даниэль попала в одиночную автокатастрофу на «Lee County Route 57». Дауни потеряла управление над своим автомобилем, автомобиль перевернулся несколько раз, прежде чем оказаться на дереве. 33-летнюю девушку изъяли из автомобиля после чего выяснилось, что она погибла.